# Calde
Calde es una freguesia portuguesa del concelho de Viseu, con 38,36 km² de superficie y 1.647 habitantes (2001). Su densidad de población es de 42,9 hab/km².